# شركة تسجيلات

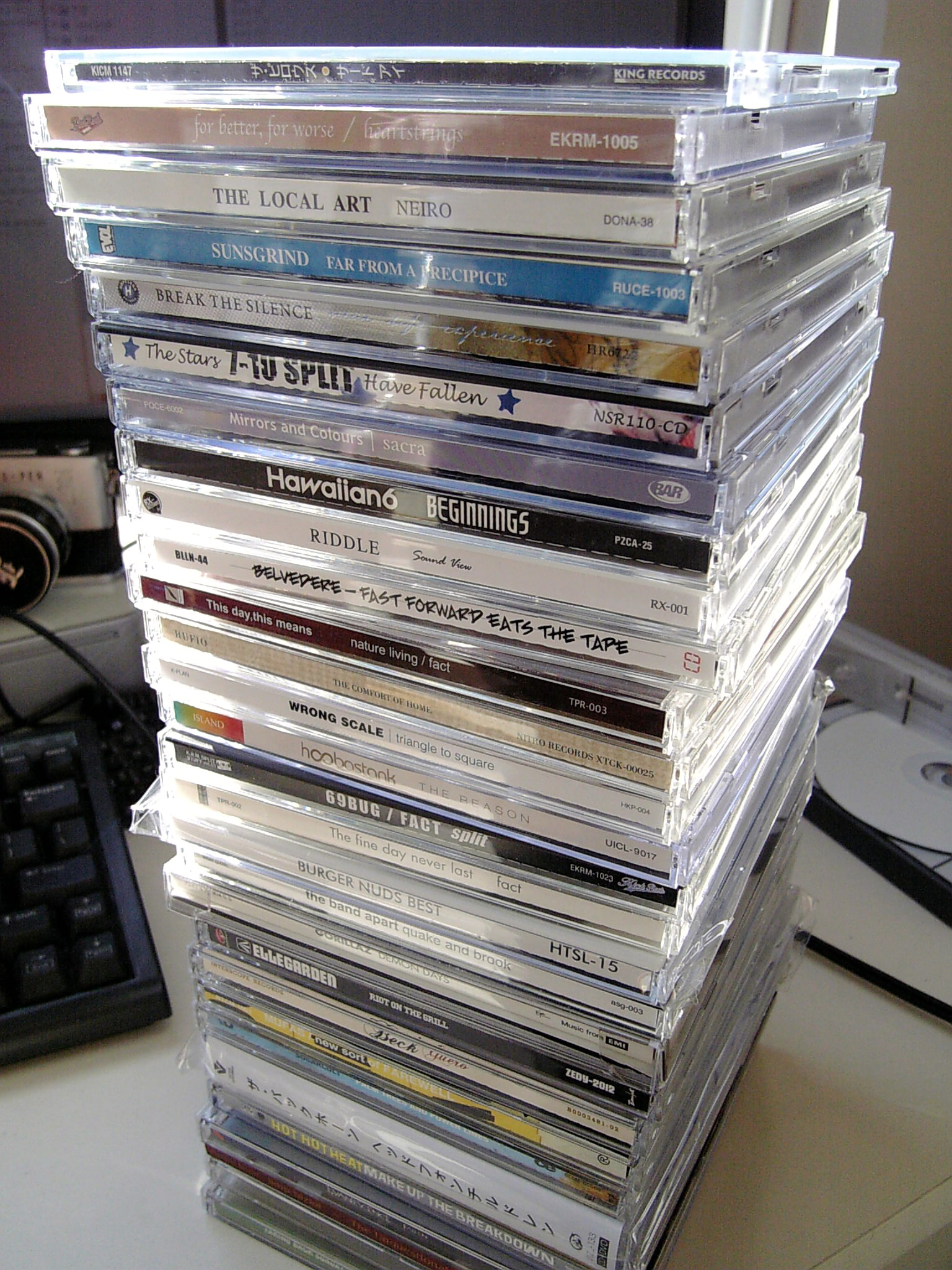

شركة تسجيلات (بالإنجليزية: Record label)‏ هي الشركة التي تدير الماركات والعلامات التجارية المرتبطة بتسويق التسجيلات الموسيقية والأغاني المصورة.كما تقوم بتنسيق الإنتاج والتصنيع والتوزيع والتسويق والترويج، وإنفاذ حقوق التأليف والنشر للتسجيلات الصوتية والفيديوهات الموسيقية. وأيضا تقوم بكشف المواهب وتطوير الفنانين الجدد.